# Chorebus astigma
Chorebus astigma är en stekelart som först beskrevs av William Harris Ashmead 1901.  Chorebus astigma ingår i släktet Chorebus och familjen bracksteklar. Inga underarter finns listade i Catalogue of Life.